# Малышев, Максим Васильевич
Макси́м Васи́льевич Ма́лышев (укр. Максим Васильович Малишев; род. 24 декабря 1992, Донецк, Украина) — украинский футболист, полузащитник и футбольный тренер.

## Биография

### Клубная карьера
В детско-юношеской футбольной лиге Украины выступал за донецкий «Шахтер». Начал свою профессиональную карьеру во Второй лиге Украины за «Шахтёр-3» в 2009 году.
В 2011 году перешёл в основную команду, однако выступал только в играх молодёжного состава. Став со временем капитаном команды, добился чемпионства в первенстве в сезоне 2010/11. Всего за молодёжный состав «Шахтёра» Максим провёл 36 поединков, в которых забил 2 гола. Однако к началу сезона 2012/13, вернулся в «Шахтёр-3», став капитаном и лидером состава. За полгода он провёл 22 матча, в которых отличился 8 раз.
Зимой сезона 2012/13 перешёл в состав луганской «Зари», подписав контракт на 2 года.
После летних сборов с донецким «Шахтёром», был внесен в заявку первой команды на сезон 2015/16.
8 мая 2016 впервые вывел донецкий «Шахтёр» с капитанской повязкой на матч 25 тура УПЛ против «Карпат». Номинальный капитан донецкой команды Дарио Срна пропускал поединок из-за повреждения. Малышев только в текущем сезоне дебютировавший в первой команде, провёл на тот момент в составе дончан 31 матч, забив четыре мяча и сделав четыре результативных передачи.

### Карьера в сборной
В составе молодёжной сборной Украины до 21 года провёл 6 матчей. В августе 2015 года главный тренер национальной сборной Украины Михаил Фоменко впервые вызвал Малышева в расположение команды на игры отборочного турнира к чемпионату Европы против Беларуси и Словакии.

## Достижения
«Шахтёр» (Донецк)
- Чемпион Украины (3): 2016/17, 2017/18, 2019/20
- Обладатель Кубка Украины (4): 2015/16, 2016/17, 2017/18, 2018/19
- Обладатель Суперкубка Украины (2): 2015, 2017